# Emberiza affinis
Emberiza affinis là một loài chim trong họ Emberizidae.